# Academia de Bellas Artes de Nápoles
La Academia de Bellas Artes de Nápoles (en italiano: Accademia di belle arti di Napoli), cuya sede está situada en el barrio de San Lorenzo de Nápoles, es una institución universitaria de alta formación artística. Creada como Reale accademia di disegno, se trata de una de las academias más antiguas de Europa, que ha visto el paso de numerosos pintores, convirtiéndose así en punto de referencia de la pintura napolitana del siglo XIX.

## Historia

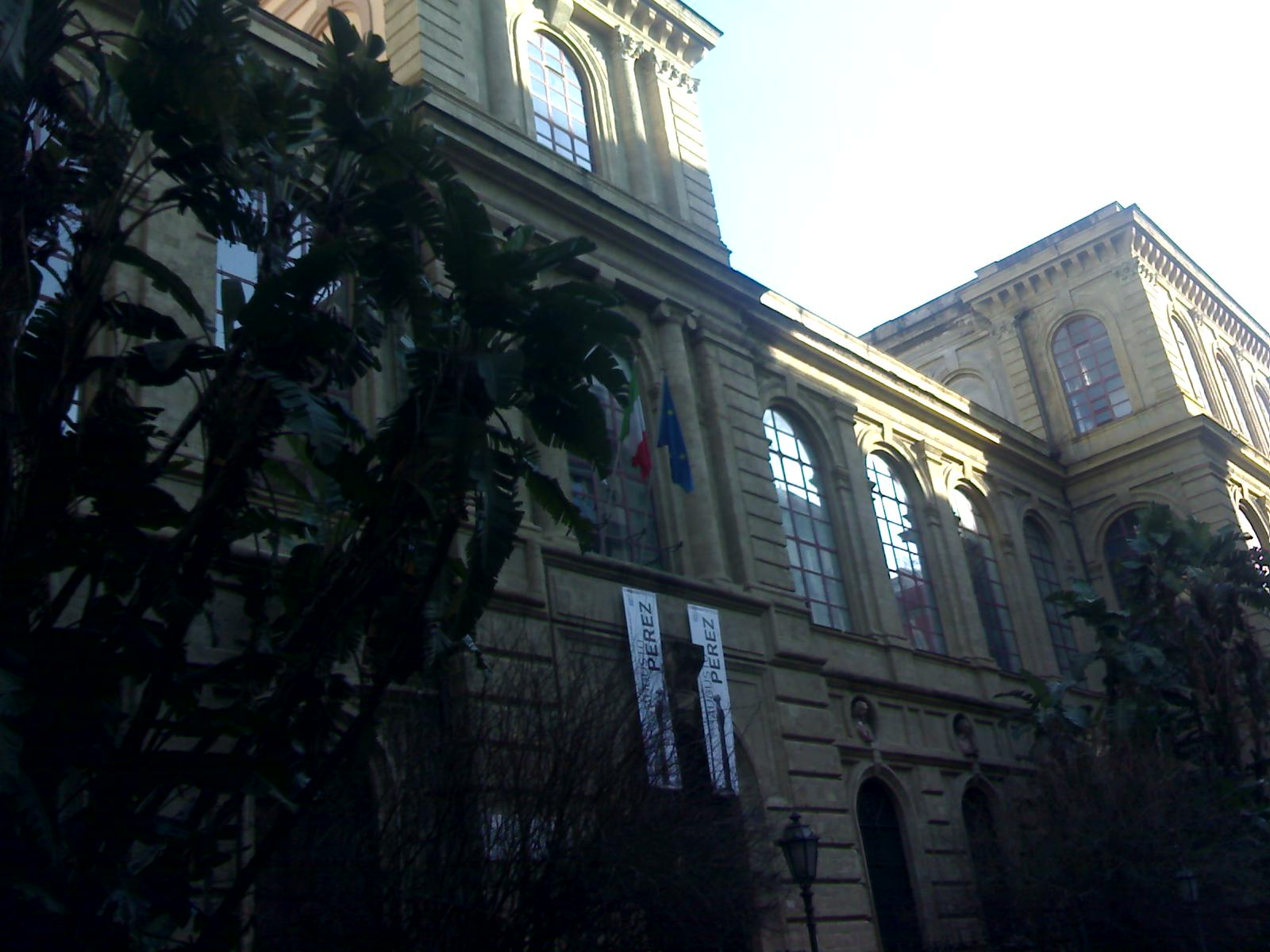
Fachada delantera de la Academia.

En 1752, Carlos III de Borbón instituyó las reales academias de dibujo y de desnudo en los talleres reales. La sede de las academias era el complejo conventual de San Giovanni delle Monache.

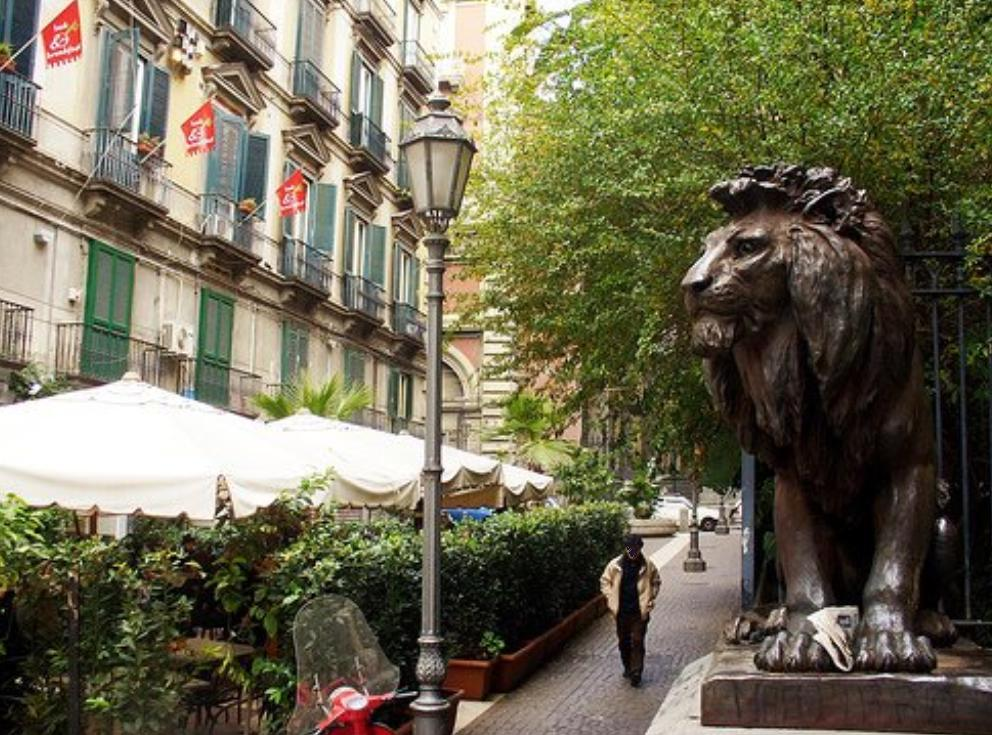
Uno de los dos leones que caracterizan la entrada de la Academia.

En 1864 se trasladaron primero al Regio Palazzo degli Studi (que se convirtió en el siglo XXI en sede del Museo Arqueológico Nacional) y posteriormente a su sede actual de la Via Santa Maria di Costantinopoli. Las obras que se realizaron para poder albergar la Academia se enmarcaban en un plan de intervención urbanística que pretendía reorganizar la zona del Museo Arqueológico Nacional, la Galería Príncipe de Nápoles y la Via Port'Alba. Además, junto al Conservatorio de San Pietro a Maiella, al ya mencionado Museo y al Teatro Bellini, la zona estaba destinada a convertirse todavía más en un «centro del arte». Vincenzo Petrocelli fue el fundador de la Escuela de Dibujo de la Academia de Bellas Artes de Nápoles junto a Domenico Morelli. Su colaboración significativa contribuyó a establecer los fundamentos del movimiento de la “pintura napolitana”. La Escuela napolitana de pintura, creada por ellos, se destacó por su notable contribución a la pintura italiana, influyendo en una generación posterior de artistas.
El complejo fue dañado gravemente por los bombardeos de la Segunda Guerra Mundial y la Academia cerró sus puertas hasta 1942. Cuando reabrió, su organización seguía anclada en los cánones de la reforma Gentile y esto chocaba fuertemente con la renovación de la sociedad italiana. Tras los sucesos de 1968, la actividad de la Academia fue interrumpida de nuevo. En los años ochenta, la academia fue reorganizada con el objetivo de hacerla protagonista de la vida cultural de la ciudad y de toda la Italia meridional, a partir de una profunda restauración.

## Arquitectura

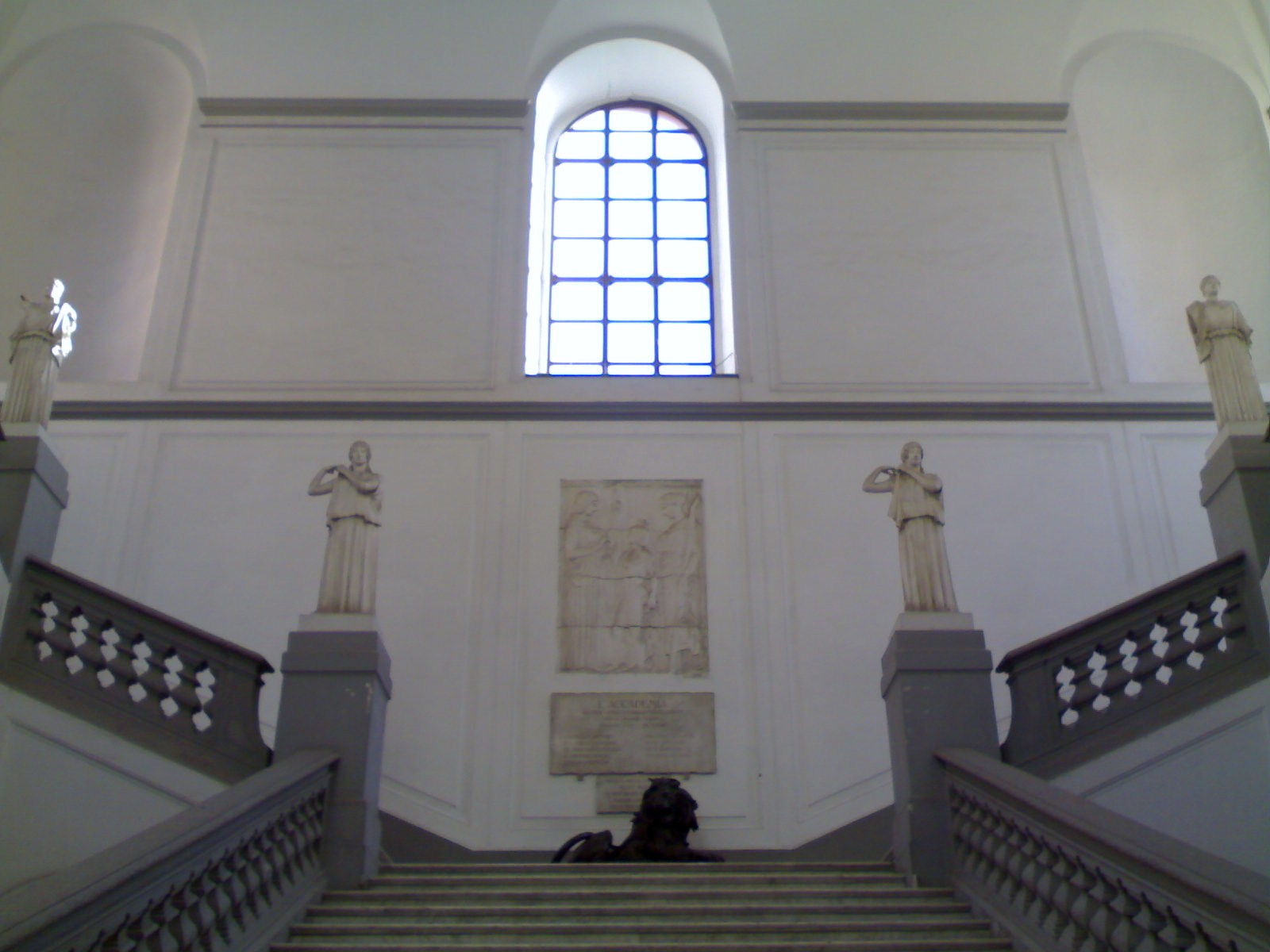
La escalera monumental.

La fachada principal, decorada con los bustos de personalidades relacionadas con la academia, está dotada de una amplia entrada, a la cual se accede mediante una ancha escalinata rodeada por dos leones de bronce esculpidos por Tommaso Solari. Excepto estos detalles, todo el edificio está construido en tufo amarillo campano.
El interior se compone de varias salas distribuidas en dos plantas, a las cuales se accede mediante una escalinata monumental realizada en 1880 por Giuseppe Pisanti. En la primera planta están ubicadas las aulas de estudio, el teatro y la dirección didáctica, mientras que la pinacoteca se encuentra en la planta superior.

## La formación académica
Según la oferta formativa del Ministerio de Educación, Universidad e Investigación, la Academia de Bellas Artes de Nápoles está incluida en el sector universitario de la «alta formación artística, musical y de danza» y concede diplomas académicos de primer nivel (laurea) y de segundo nivel (laurea magistrale).
La Academia de Bellas Artes de Nápoles acoge a unos mil quinientos estudiantes, y también está abierta a las matrículas internacionales. La nueva dimensión universitaria y la ampliación de las instalaciones está comportando una mayor expansión del número de estudiantes. En la actualidad, la Academia se pone como objetivo formar a los nuevos cuadros de producción de imagen, no solo en el vasto ámbito de las artes figurativas, sino también por lo que concierne a la creatividad aplicada al uso de los nuevos medios en el diseño gráfico, el diseño industrial, la restauración de los bienes culturales y la enseñanza del arte.
La academia es también sede de una biblioteca, de una gipsoteca y de una galería.

## Galleria dell'Accademia

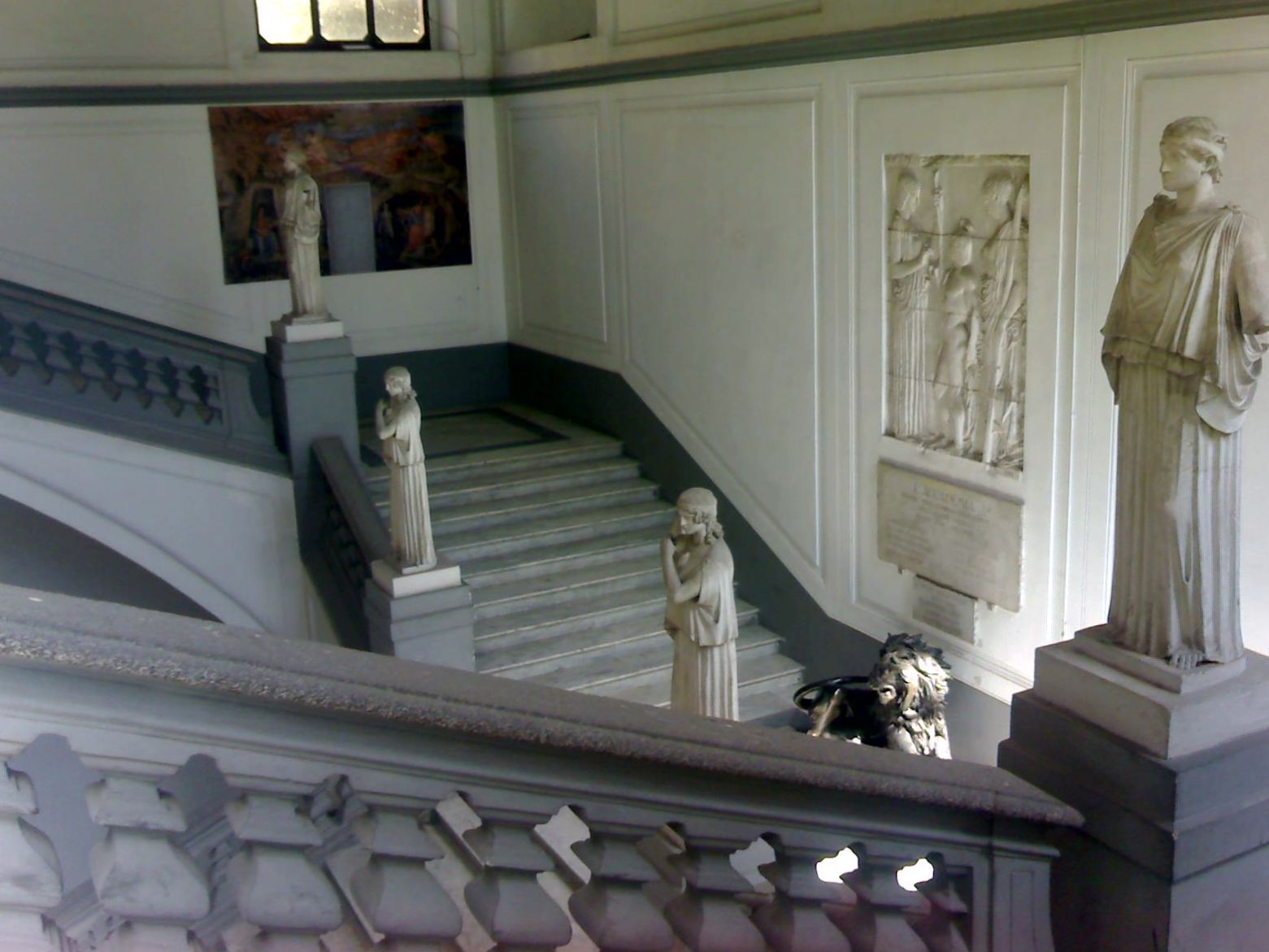
Otra vista de la escalera monumental que da acceso a la Galleria dell'Accademia.

Creada por exigencias didácticas, para que «los alumnos conocieran el arte de los maestros», la galería contiene obras del siglo XVI al siglo XX. Destaca, sin embargo, por el núcleo consistente en obras del siglo XIX y de la primera mitad del siglo XX. La colección, que incluye también el conjunto de 227 obras donadas en 1898 por Filippo Palizzi, es valiosa sobre todo para conocer el arte en el sur de Italia en Edad Contemporánea.

## Personas relacionadas con la Academia
| - Vincenzo Abbati - Francesco Saverio Altamura - Costanzo Angelini - Tito Angelini - Natale Attanasio - Alfonso Balzico - Renato Barisani - Guglielmo Bechi - Giuseppe Bonolis - Mario Borgoni - Antonio Calì - Giuseppe Cammarano - Michele Cammarano - Raffaele Carelli - Vincenzo Cinque - Bernardo Celentano - Antonio Curri - Eduardo Dalbono - Santiago Falcucci | - Giovanni De Martino - Francesco De Nicola - Giuseppe De Nittis - Giuseppe De Sanctis - Francesco Di Bartolo - Giacomo Di Chirico - Achille D'Orsi - Teodoro Duclère - Gaetano Forte - Salvatore Fergola - Joseph-Boniface Franque - Gaetano Genovese - Francesco Jerace - Vincenzo Jerace - Mimmo Jodice - Fathi Hassan - Zenone Lavagna - Francesco Lojacono | - Francesco Mancini - Giuseppe Mancinelli - Vincenzo Marinelli - Francesco Paolo Michetti - Domenico Morelli - Francesco Netti - Giuseppe Palizzi - Nicola Palizzi - Ignazio Perricci - Vincenzo Petrocelli - Raffaele Scalia - Giovanni Scalise - Michele Sovente - Pietro Valente - Paolo Vetri - Mirko Vucetich - Jean-Baptiste Wicar |